# Ваганьково

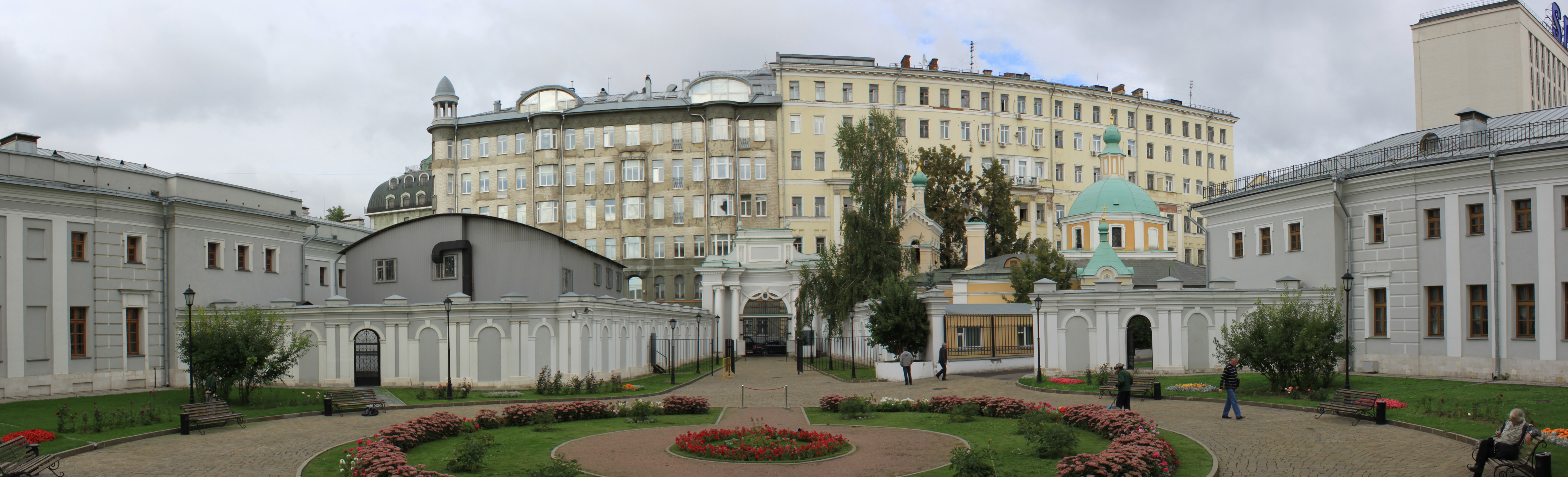
Храм Святителя Николая в Старом Ваганькове

(Старое) Ваганьково — бывшее село, ставшее частью Москвы в XVI столетии. Его местоположение определяется по Староваганьковскому переулку и по Никольской церкви в Старом Ваганькове.
Другая церковь, Благовещенская, располагалась некогда во дворе современного здания Российской государственной библиотеки.

## Этимология
Точное происхождение названия села неизвестно. Исследователями выдвигались различные объяснения: от теории, что здесь был потешный двор московских правителей, до происхождения названия от налога за взвешивания товара, который именовался «ваганным»:
- Некоторые краеведы связывают название села с денежным налогом за взвешивание привозимого на продажу товара, который назывался ваганным («вага» — большие весы, «важить» — взвешивать). Место, где происходило взвешивание, называлось ваганец[2]. Возможно, что до того, как село стало загородным поместьем правящей династии, оно было ваганцем, поскольку здесь проходила дорога в западные земли.
- По другой версии, название происходит от глагола ваганить, которое В. И. Даль в своём словаре пометил как «вологодское» и дал объяснение: «баловать, шалить, играть, шутить»[3]. В XV—XVI веках на Ваганьковом холме находился Потешный царский двор. Слободской храм, построенный в XIV—XV веках, был посвящён Николаю Чудотворцу, считавшемуся покровителем путешествующих.
- В современных научных изданиях преобладает гипотеза о происхождении названия села от неканонического имени Вага́нка или Ваган, что значит «вахлак, мужик, крестьянин»[2][4].

«Ваганьково известно по документам с 1446 г. Здесь был „потешный“ царский двор, где жили псари, обеспечивающие царские охоты. В XVII в. он был переведен на новое место (см. Нововаганьковский пер.), а село стало называться Старое Ваганьково. <…> Полагают, что когда-то здесь жили скоморохи, которые якобы „ваганили“ (потешали) царя и бояр. Название связывали и со словом вага — весы, рычаг (др.-рус. ваганьное — взвешивание товаров для сбора пошлины, ваганец — место взвешивания). Но никаких данных ни о скоморохах, ни о таможенной заставе в с. Ваганьково нет. Более вероятно, что топоним образован от уменьшительной формы Ваганок, Ваганька неканонического имени Ваган (ваган — вахлак, простец, в некоторых говорах — плотник), ср. фамилию Ваганов, прозвище Ваганков (1440)».

## История
В первой половине XV века в Ваганькове находился загородный двор Софьи Витовтовны, вдовы великого князя Василия Дмитриевича. Летописи его впервые упоминают под 1446 годом:

Прииде князь великий (Василий II) на Москву месяца Ноября в 17 день, и ста на дворе матере своея (Софья Витовтовна) за городом на Ваганкове— Симеоновская летопись
Длительное время село находилось в непосредственном княжеском владении. В 1472 году дмитровский князь Юрий Васильевич завещал село своему брату великому князю Ивану III. По указанию его преемника Алевиз Новый воздвиг в Ваганькове церковь Благовещения. Во времена Ивана Грозного здесь располагался опричный двор. Перед началом его строительства жители села-дворцовые служащие были переведены на новое место за Земляным городом, в район Пресни, где образовали поселение Новое Ваганьково, память о котором сохранилось в названии Ваганьковского кладбища.
На прежнем месте после опричного двора располагалась стрелецкая слобода. Её стрельцы воздвигли напротив Боровицких ворот Кремля храм Николая Чудотворца, известный как «Никола Стрелецкий». Впервые он был упомянут в 1623 году, а к 1657 году был перестроен в камне.